# USS Shamrock Bay (CVE-84)
Авіаносець «Шемрок Бей» (англ. USS Shamrock Bay (CVE-84)) - ескортний авіаносець США часів Другої світової війни, типу «Касабланка».

## Історія створення
Авіаносець «Шемрок Бей» закладений 15 листопада 1943 року на верфі Kaiser Shipyards у Ванкувері. Спущений на воду 4 лютого 1944 року. Вступив у стрій 15 березня 1944 року.

## Історія служби
Після вступу в стрій авіаносець наприкінці 1944 року здійснював перевезення літаків в Північну Африку, після чого був переведений на Тихий океан.
Там «Шемрок Бей» брав участь в десантній операції в затоці Лінгаєн (о. Лусон, січень 1945 року), потім протягом лютого-серпня 1945 року забезпечував діяльність з'єднання плавучого тилу 3-го та 5-го флотів США.
Після закінчення бойових дій корабель перевозив американських солдатів та моряків на батьківщину (операція «Magic Carpet»).
6 липня 1946 року авіаносець був виведений в резерв. 12 червня 1955 року він був перекласифікований в допоміжний авіаносець CVU-84.
27 червня 1959 року корабель був виключений зі списків флоту та зданий на злам.